# Реверанс

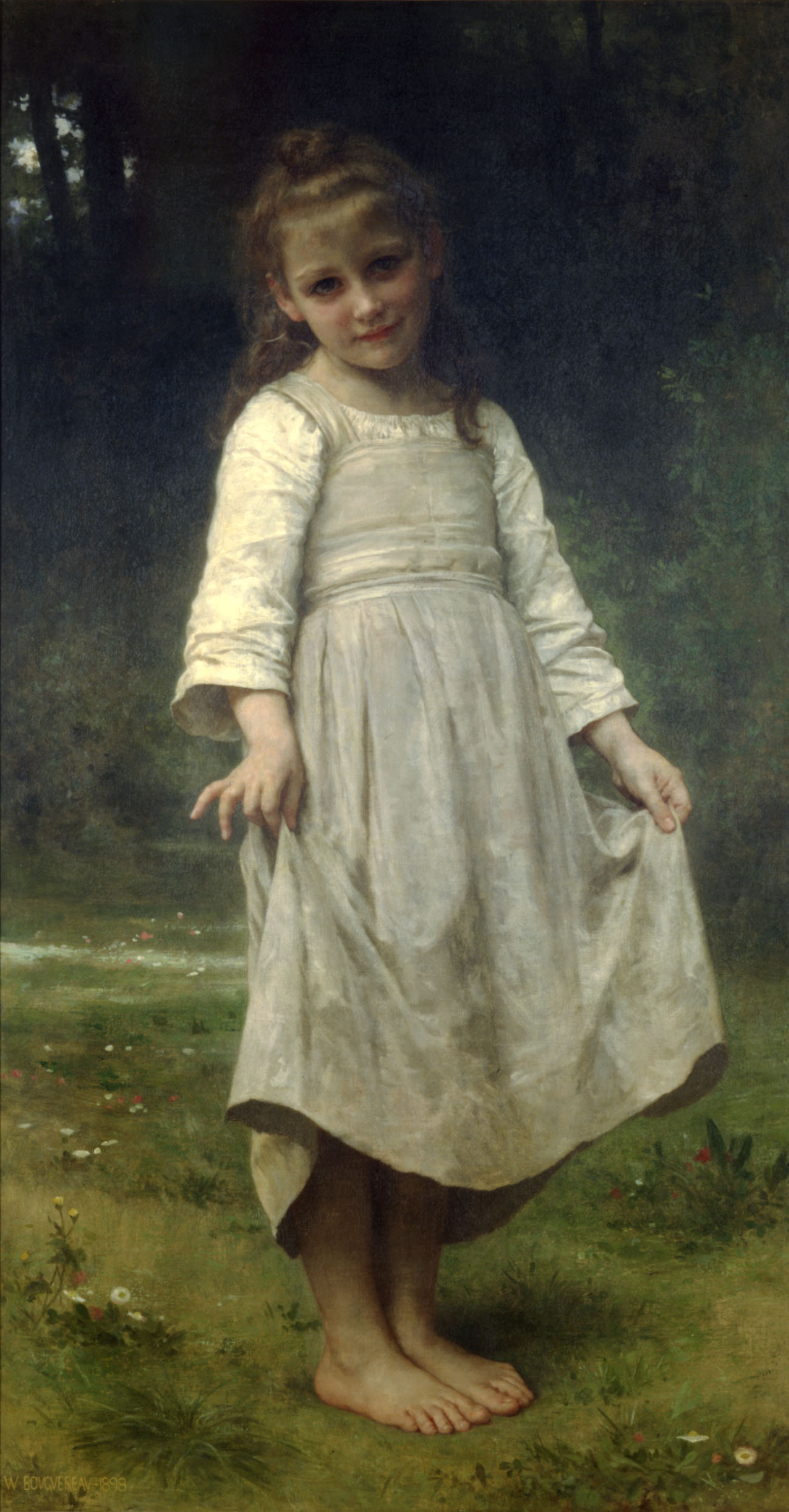
Адольф Вільям Бугро. «Кніксен» (1898).

Реверанс (фр. révérence — глибока пошана, повага) — жіночий традиційний жест привітання, при якому жінка згинає ноги і синхронно відсуваючи одну ногу трохи назад, одночасно виконується нахил голови. Також вона може притримувати руками спідницю. Це жіночий еквівалент чоловічого уклону в Західній культурі, що виражає повагу до іншого індивіду.
В наш час реверанс практично не використовується. Традиції реверансу збереглися тільки в окремих монарших домах Європи.

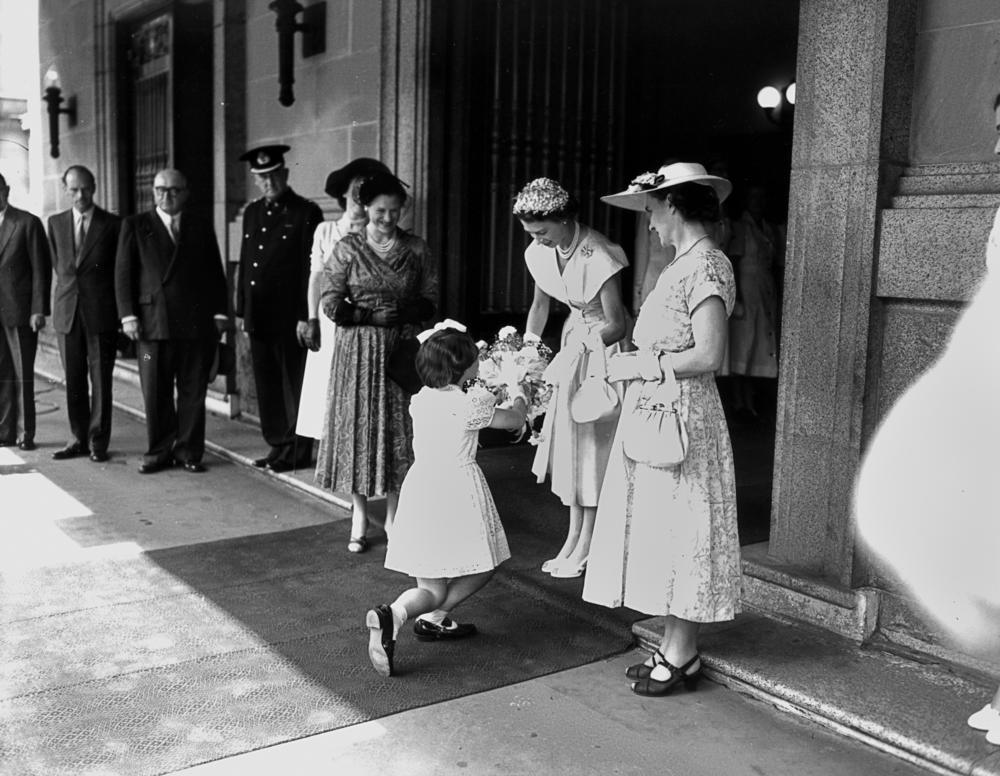
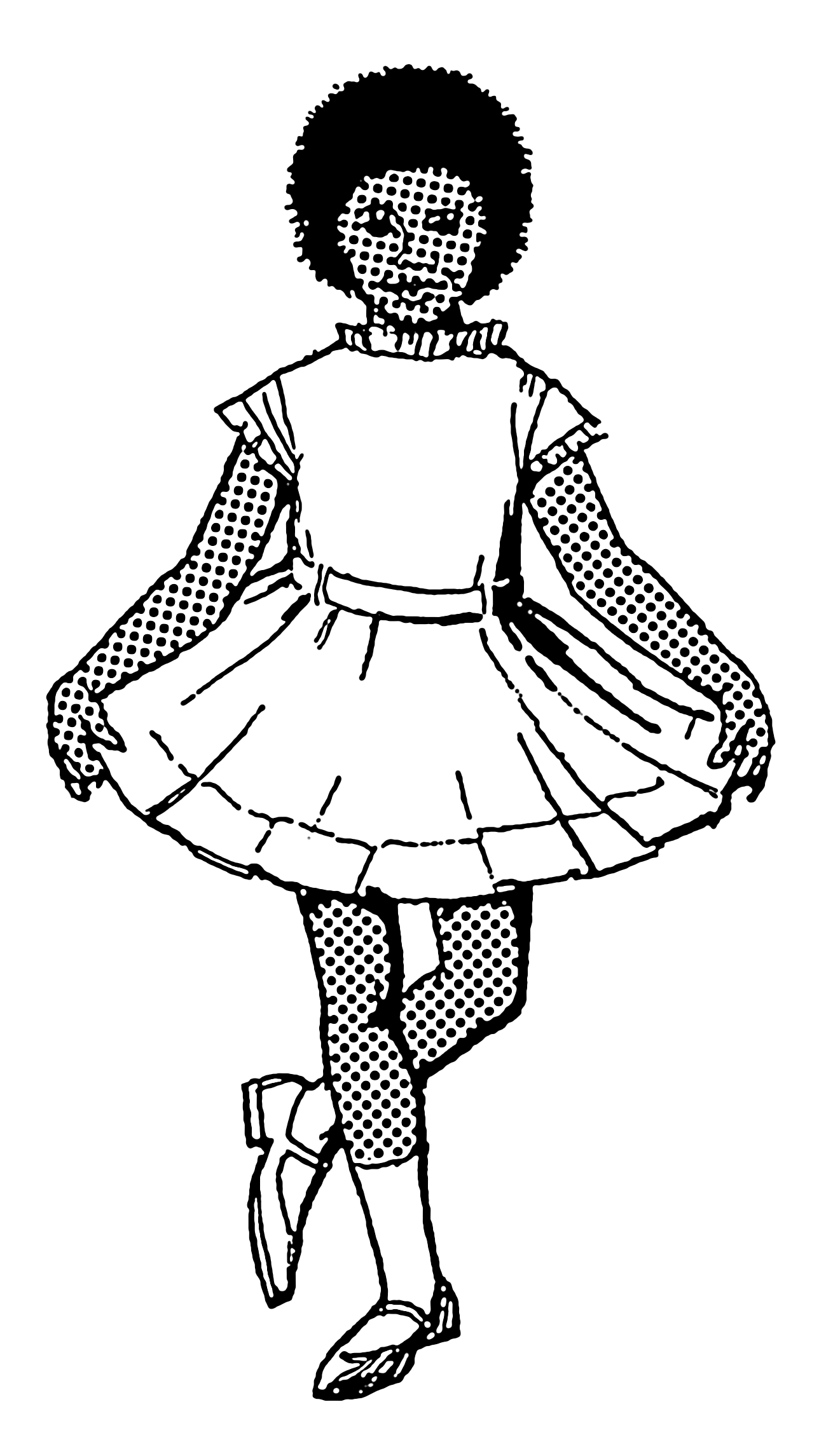
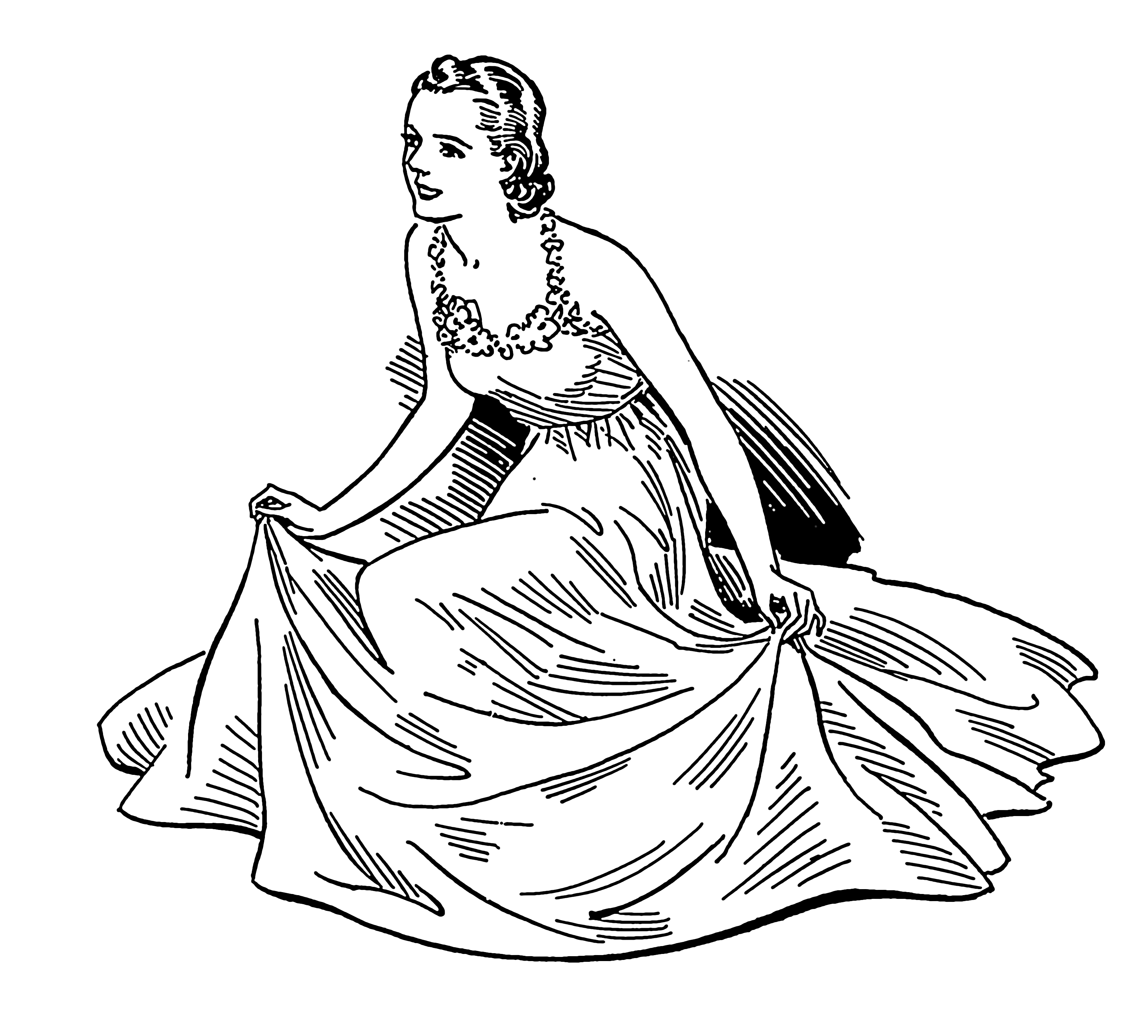